# Julio César Toresani
Julio César Toresani (Santa Fe; 5 de diciembre de 1967-ib., 22 de abril de 2019) fue un futbolista y director técnico argentino. Jugaba como mediocampista central, aunque también podía desempeñarse como volante por derecha. Su primer equipo fue Unión de Santa Fe y su último club antes de retirarse fue Patronato de Paraná. Es recordado por la pelea que tuvo con Diego Maradona, cuando éste volvía a Boca. 
Inició su carrera como entrenador en San Martín de San Juan; el último equipo que dirigió antes de su fallecimiento fue Rampla Juniors de Uruguay.

## Trayectoria

### Como jugador
Surgió de Pucará en la Liga Santafesina de Fútbol para luego recalar en Unión de Santa Fe, pasó por Instituto de Córdoba, River Plate y Boca Juniors. En este último club, al principio fue resistido porque tuvo un gran roce con Diego Armando Maradona cuando jugaba para Colón de Santa Fe, hasta tal punto de que el 10 le dio la dirección de su casa para que fuera a pelear con él, un año más tarde, para el segundo semestre es comprado por el club xeneize, firmando contrato por tres temporadas, con un plantel dirigido por Carlos Salvador Bilardo y totalmente renovado, con refuerzos de renombre tales como: Fernando Cáceres (Con quien ya había compartido plantel en River Plate tiempo atrás), Diego Cagna, Sebastián Rambert, Diego Latorre quien regresaba al club tras un paso por un paso por Europa, Hugo Romeo Guerra (+), Facundo Sava, Roberto Pompei y un joven Juan Román Riquelme, debido a su estilo temperamental y sacrificado comenzó a ser aceptado. A comienzos de 1998 se fue al Independiente y su puesto en Boca Juniors fue ocupado por Martín Palermo. Luego jugó en Audax Italiano de Chile, que lo rescató después de estar medio año sin club. Finalizó su trayectoria en Patronato de Paraná. Fue uno de los pocos jugadores del fútbol argentino que vistió las camisetas de Boca y River, y de Colón y Unión.

### Como entrenador
Aldosivi (equipo al que dirigió en los últimos siete partidos de la temporada 2006-2007 y en los primeros nueve de la temporada 2007-2008 de la Primera B Nacional) en agosto de 2009 fue confirmado para dirigir a Sportivo Italiano de la tercera división argentina. En 2015, fue entrenador de Liga de Loja de Ecuador, pero renunció en junio del mismo año debido a la crisis económica del club.
El 3 de marzo de 2016 fue confirmado como nuevo entrenador del Real Potosí de la Primera División de Bolivia. Allí duró solamente dos meses debido a los malos resultados, por lo que renunció. Posteriormente fue confirmado en la dirección técnica del Sportivo Patria, de Formosa.

## Fallecimiento
Tras un primer intento fallido de suicidio con sobredosis psicofármacos del que fue rescatado con vida, dos semanas más tarde se ahorcó en el hotel donde se encontraba viviendo. Al momento de su muerte se encontraba separado de su esposa y de sus tres hijos.

## Clubes

### Como jugador
| Club                 | País      | Año       |
| -------------------- | --------- | --------- |
| Unión de Santa Fe    | Argentina | 1986-1989 |
| Instituto de Córdoba | Argentina | 1989-1990 |
| Unión de Santa Fe    | Argentina | 1990-1991 |
| River Plate          | Argentina | 1991-1995 |
| Colón de Santa Fe    | Argentina | 1995-1996 |
| Boca Juniors         | Argentina | 1996-1997 |
| Independiente        | Argentina | 1998-1999 |
| Colón de Santa Fe    | Argentina | 1999-2000 |
| Audax Italiano       | Chile     | 2000-2001 |
| Colón de Santa Fe    | Argentina | 2002-2003 |
| Patronato de Paraná  | Argentina | 2003-2004 |

### Como asistente técnico
| Club              | País      | Año  |
| ----------------- | --------- | ---- |
| Colón de Santa Fe | Argentina | 2014 |

### Como entrenador
| Club                       | País      | Año       |
| -------------------------- | --------- | --------- |
| San Martín de San Juan     | Argentina | 2005-2006 |
| Colón de Santa Fe          | Argentina | 2006      |
| Aldosivi de Mar del Plata  | Argentina | 2007      |
| The Strongest              | Bolivia   | 2009      |
| Sportivo Italiano          | Argentina | 2009-2010 |
| Deportivo Madryn           | Argentina | 2010-2012 |
| San Martín de Mendoza      | Argentina | 2012      |
| Textil Mandiyú             | Argentina | 2013      |
| Alumni de Villa María      | Argentina | 2013      |
| Liga de Loja               | Ecuador   | 2015      |
| Sportivo Italiano          | Argentina | 2015      |
| Real Potosí                | Bolivia   | 2016      |
| Sportivo Patria de Formosa | Argentina | 2017      |
| Orense SC                  | Ecuador   | 2018      |
| Rampla Juniors             | Uruguay   | 2019      |

## Palmarés

### Campeonatos nacionales
| Título           | Club        | País      | Año    |
| ---------------- | ----------- | --------- | ------ |
| Primera División | River Plate | Argentina | A-1991 |
| Primera División | River Plate | Argentina | A-1993 |
| Primera División | River Plate | Argentina | A-1994 |